# 高橋和博
高橋 和博（たかはし かずひろ、1969年 - ）は千葉県出身のカメラマン、映写技師。

## 来歴
法政大学卒。大学在学中、井土紀州、吉岡文平、伊藤学らと出会い、『第一アパート』（井土紀州監督）の撮影を担当し、以後、井土・吉岡らが結成したスピリチュアル・ムービーズに参加、中核メンバーとして活動する。

## 撮影・制作作品
- 第一アパート（井土紀州監督・1992年）
- 百年の絶唱（撮影、井土紀州監督・1998年）
- 頭文字D（美術監督・1998年）
- LEFT ALONE（撮影、井土紀州監督・2005年）
- ラザロ-LAZARUS-（部分撮影、撮影助手、井土紀州監督・2007年）
- へばの（撮影、木村文洋監督・2009年）
- 泥の惑星（撮影、井土紀州監督・2010年）
- 陽子（制作、成冨佳代監督）
- ふたりのシーズン（撮影、井土紀州監督・2012年）
- 愛のゆくえ（仮）（プロデューサー、撮影、木村文洋監督・2012年12月1日公開）
- マリア狂騒曲（撮影、井土紀州監督、2013年11月30日公開）

### PV
- 気配　Vol.0  -北村早樹子（2011年／加瀬修一　contrail企画 ）

### テレビ
- NONFIX 「原発アイドル」（2012年10月18日放送、フジテレビ）